# Großraming
Großraming è un comune austriaco di 2 732 abitanti nel distretto di Steyr-Land, in Alta Austria.

## Storia
Durante il nazismo, dal gennaio 1943 fino alla fine di agosto 1944, a Großraming fu in funzione un sottocampo del Campo di concentramento di Mauthausen. Esso ospitò un massimo di 1 013 prigionieri adibiti alla costruzione della centrale idroelettrica sul fiume Enns e di un piccolo insediamento residenziale a favore di chi aveva perso la casa sommersa dall'ampliamento del letto fluviale dopo la costruzione della diga.